# إيان كروينوفسكي
إيان كروينوفسكي (بالإنجليزية: Ian Grojnowski) هو عالم رياضيات يعمل في قسم الرياضيات البحتة والإحصاء الرياضي من جامعة كامبردج. [2] كان كروينوفسكي أول حاصل على جائزة فروهليخ للجمعية الرياضية في لندن في عام 2004 لعمله في نظرية التمثيل والهندسة الجبرية.